# Äsköping
Äsköping – miejscowość (tätort) w Szwecji, w regionie administracyjnym (län) Södermanland (gmina Katrineholm).
Miejscowość położona jest w prowincji historycznej (landskap) Södermanland, ok. 25 km na północ od Katrineholm niedaleko jeziora Öljaren, na obszarze historycznej parafii Julita (Julita socken).
Na zachód od Äsköping, nad jeziorem Öljaren znajduje się zespół dworsko-parkowy Julita (Julita gård). W średniowieczu mieścił się tutaj klasztor cystersów (Säby (Saba) kloster). Następnie, w dobie reformacji, dobra przeszły w posiadanie Korony, po czym w ręce prywatne. Od 1944 r. dobrami zarządza Nordiska museet, którego częścią jest współcześnie działające na terenie posiadłości muzeum rolnictwa (Sveriges Lantbruksmuseum).
W 2010 r. Äsköping liczyło 342 mieszkańców.